# دونغجاي، الطيب أو الوغد
دونغجاي، الطيب أو الوغد (بالكورية: 좋거나 나쁜 동재) هو مسلسل تلفزيوني كوري جنوبي، من بطولة لي جون-هيوك، بارك سونغ وونغ، وهو جزء منشق من سلسلة الغابة السرية، عرض على تيفينج في 10 أكتوبر الى 7 نوفمبر 2024. بدا بثه ايضاً على قناة تي في إن فترة الإثنين والثلاثاء من 14 اكتوبر الى 12 نوفمبر 2024.

## القصة
سيو دونغ جاي هو مدع عام في منطقة تشيونجو، ويواجه مستقبلًا قاتمًا بسبب وصمة الفساد التي التصقت به في الماضي. وبينما يتولى قضية مقتل فتاة في المدرسة الثانوية، يبدأ في السير على حبل مشدود خطير بين غرائزه كمدع عام وانتهازيته.

## طاقم
- لي جون-هيوك في دور سيو دونغ-جاي[1]
- بارك سونغ وونغ في دور نام وان-سونغ[1]
- لي سيونج وو[6]
- كيم سو جيوم في دور نام جيو ري[7]
- هيون بونغ سيك في دور جو بيونغ جيون
- يون سيوك هون

## الانتاج
هو جزء منشق من سلسلة الغابة السرية، تم اعداده من قبل كاتب السلسلة لي سو-ايون، ومن كتابة هوانغ ها-جونغ وكيم سانغ وون واخراج لي جون-هو، الذي عمل على الربيع الأزرق من مسافة بعيدة (2021). ومن تخطيط تيفينج وانتاج من قبل استوديو دراغون وآس فكتوري وهيجراوند.

## المشاهدات
| الموسم | الموسم | رقم الحلقة | رقم الحلقة | رقم الحلقة | رقم الحلقة | رقم الحلقة | رقم الحلقة | رقم الحلقة | رقم الحلقة | رقم الحلقة | رقم الحلقة | المتوسط |
| الموسم | الموسم | 1          | 2          | 3          | 4          | 5          | 6          | 7          | 8          | 9          | 10         | المتوسط |
| ------ | ------ | ---------- | ---------- | ---------- | ---------- | ---------- | ---------- | ---------- | ---------- | ---------- | ---------- | ------- |
|        | 1      | 796        | 516        | 514        | 481        | 545        | 515        | 408        | 464        | 440        | 558        | 524     |

| الحلقات | تاريخ البث     | تقييمات (نيلسن كوريا، tvN) | تقييمات (نيلسن كوريا، tvN) |
| الحلقات | تاريخ البث     | على الصعيد الوطني          | سيئول                      |
| ------- | -------------- | -------------------------- | -------------------------- |
| 1       | 14 أكتوير 2024 | 3.766%                     | 3.949%                     |
| 2       | 15 أكتوير 2024 | 2.885%                     | 3.249%                     |
| 3       | 21 أكتوبر 2024 | 2.546%                     | 2.696%                     |
| 4       | 22 أكتوبر 2024 | 2.281%                     | 2.545%                     |
| 5       | 28 أكتوبر 2024 | 2.620%                     | 2.746%                     |
| 6       | 29 أكتوبر 2024 | 2.682%                     | 2.631%                     |
| 7       | 4 نوفمبر 2024  | 2.131%                     | 2.260%                     |
| 8       | 5 نوفمبر 2024  | 2.359%                     | 2.478%                     |
| 9       | 11 نوفمبر 2024 | 2.271%                     | 2.415%                     |
| 10      | 12 نوفمبر 2024 | 2.775%                     | 3.121%                     |
| متوسط   | متوسط          | 2.632%                     | 2.809%                     |

## الجوائز والترشيحات
| قائمة الجوائز والترشيحات | قائمة الجوائز والترشيحات | قائمة الجوائز والترشيحات | قائمة الجوائز والترشيحات | قائمة الجوائز والترشيحات | قائمة الجوائز والترشيحات |
| السنة                    | الجائزة                  | الفئة                    | المستلم                  | النتيجة                  | م.                       |
| ------------------------ | ------------------------ | ------------------------ | ------------------------ | ------------------------ | ------------------------ |
| 2025                     | جوائز بايكسانغ للفنون    | أفضل ممثل                | لي جون هيوك              | رُشِّح                      | [ 9 ]                    |
| 2025                     | جوائز بايكسانغ للفنون    | أفضل ممثل مساعد          | هيون بونغ سيك            | رُشِّح                      | [ 9 ]                    |

## روابط حارجية
- دونغجاي، الطيب أو اللقيط على موقع IMDb (الإنجليزية)
- دونغجاي، الطيب أو الوغد على هانسينما